# Driver: L.A. Undercover
Driver: L.A. Undercover – gra wyprodukowana przez Gameloft, a wydana przez Ubisoft 11 maja 2007 roku, przeznaczona na telefony komórkowe.

## Główne postacie gry
- John Tanner
- Don Luger
- Agent Chuck
- Mme Babs
- Slick E

## Odbiór gry
Gra uzyskała wynik 70,00 na 100 możliwych punktów w agregatorze GameRankings.